# Чемпионат России по лёгкой атлетике 1994
Открытый чемпионат России по лёгкой атлетике 1994 года прошёл 14—16 июля в Санкт-Петербурге на стадионе «Петровский». Соревнования являлись отборочными в сборную России на чемпионат Европы, прошедший 7—14 августа в Хельсинки, столице Финляндии. Наряду с российскими легкоатлетами в чемпионате принимали участие спортсмены из ближнего зарубежья. На протяжении 3 дней было разыграно 39 комплектов медалей.
В течение 1994 года в различных городах были проведены также чемпионаты России в отдельных дисциплинах лёгкой атлетики:
- 30 января — открытый чемпионат России по кроссу (Кисловодск)
- 18—19 февраля — открытый зимний чемпионат России по длинным метаниям (Адлер)
- 6 марта — открытый чемпионат России по бегу по шоссе (Адлер)
- 9 апреля — чемпионат России по бегу на 100 км (Калининград)
- 23—24 апреля — открытый чемпионат России по марафону и ходьбе на 50 км (Калининград)
- 21—22 мая — открытый чемпионат России по спортивной ходьбе (Ярославль)
- 12 июня — чемпионат России по бегу на 1 милю по шоссе (Москва)
- 16—17 июня — открытый чемпионат России по многоборьям (Владимир)
- 18 июня — чемпионат России в беге на 10 000 метров (Воронеж)

## Медалисты

### Мужчины
| Дисциплина                          | Золото                                                                         | Золото             | Серебро                                                                            | Серебро            | Бронза                                                                                       | Бронза             |
| ----------------------------------- | ------------------------------------------------------------------------------ | ------------------ | ---------------------------------------------------------------------------------- | ------------------ | -------------------------------------------------------------------------------------------- | ------------------ |
| 100 м (ветер: −0,7 м/с)             | Александр Порхомовский Москва                                                  | 10,17              | Виталий Савин Казахстан                                                            | 10,26              | Андрей Федорив Москва                                                                        | 10,28              |
| 200 м (ветер: +1,7 м/с)             | Александр Порхомовский Москва                                                  | 20,56              | Олег Фатун Ростовская область                                                      | 20,68              | Константин Дёмин Московская область                                                          | 20,74              |
| 400 м                               | Дмитрий Косов Приморский край                                                  | 45,55              | Михаил Вдовин Пензенская область                                                   | 45,66              | Дмитрий Бей Хабаровский край                                                                 | 46,23              |
| 800 м                               | Андрей Логинов Москва                                                          | 1.51,10            | Сергей Кожевников Рязанская область                                                | 1.51,60            | Евгений Авербух Иркутская область                                                            | 1.51,74            |
| 1500 м                              | Вячеслав Шабунин Москва                                                        | 3.41,55            | Олег Валько Омская область                                                         | 3.44,32            | Андрей Рязанов Курганская область                                                            | 3.45,15            |
| 5000 м                              | Андрей Тихонов Свердловская область                                            | 13.41,68           | Венер Кашаев Башкортостан                                                          | 13.42,59           | Сергей Федотов Бурятия                                                                       | 13.45,68           |
| 3000 м с препятствиями              | Владимир Пронин Москва                                                         | 8.42,68            | Алексей Горбунов Пермская область                                                  | 8.43,98            | Владимир Голяс Пензенская область                                                            | 8.44,63            |
| 110 м с барьерами (ветер: +2,6 м/с) | Дмитрий Бульдов Санкт-Петербург                                                | 13,49              | Александр Горшенин Москва                                                          | 13,51              | Геннадий Дакшевич Кабардино-Балкария                                                         | 13,54              |
| 400 м с барьерами                   | Сергей Подрез Воронежская область                                              | 49,90              | Руслан Мащенко Воронежская область                                                 | 50,10              | Александр Беликов Ставропольский край                                                        | 50,32              |
| Прыжок в высоту                     | Леонид Пумалайнен Москва                                                       | 2,28 м             | Константин Галкин Санкт-Петербург                                                  | 2,25 м             | Алексей Макурин Башкортостан                                                                 | 2,22 м             |
| Прыжок с шестом                     | Игорь Транденков Санкт-Петербург                                               | 5,85 м             | Денис Петушинский Новосибирская область                                            | 5,80 м             | Радион Гатауллин Санкт-Петербург                                                             | 5,75 м             |
| Прыжок в длину                      | Дмитрий Багрянов Москва                                                        | 8,21 м (+0,5 м/с)  | Андрей Игнатов Краснодарский край                                                  | 8,01 м (+2,6 м/с)  | Юрий Наумкин Краснодарский край                                                              | 7,89 м (+0,3 м/с)  |
| Тройной прыжок                      | Василий Соков Московская область                                               | 17,42 м (−0,6 м/с) | Геннадий Марков Ставропольский край                                                | 17,05 м (+0,4 м/с) | Андрей Каюков Хабаровский край                                                               | 16,87 м (+0,4 м/с) |
| Толкание ядра                       | Сергей Николаев Санкт-Петербург                                                | 20,14 м            | Сергей Смирнов Санкт-Петербург                                                     | 20,01 м            | Евгений Пальчиков Иркутская область                                                          | 19,66 м            |
| Метание диска                       | Сергей Ляхов Москва                                                            | 61,58 м            | Александр Боричевский Санкт-Петербург                                              | 58,64 м            | Юрий Сеськин Санкт-Петербург                                                                 | 57,40 м            |
| Метание молота                      | Игорь Никулин Санкт-Петербург                                                  | 78,94 м            | Сергей Гаврилов Москва                                                             | 76,64 м            | Илья Коновалов Курская область                                                               | 75,70 м            |
| Метание копья                       | Юрий Рыбин Липецкая область                                                    | 82,96 м            | Андрей Шевчук Волгоградская область                                                | 79,58 м            | Владимир Овчинников Волгоградская область                                                    | 79,36 м            |
| Эстафета 4×100 м                    | Омская область Евгений Григорьев Борис Жгир Андрей Григорьев Станислав Москвин | 40,79              | Ростовская область Алексей Сергеев Михаил Данильченко Олег Фатун Андрей Задорожный | 41,45              | Новосибирская область Пётр Матюхов Михаил Горский Владимир Чубровский Евгений Печёнкин       | 44,28              |
| Эстафета 4×400 м                    | Москва Владимир Попов Павел Долгушев Виталий Ванюшкин Дмитрий Головастов       | 3.07,23            | Санкт-Петербург Андрей Бойков Роман Рославцев Иннокентий Жаров Дмитрий Клигер      | 3.07,29            | Свердловская область Алексей Винокуров Алексей Матвеев Станислав Габидулин Андрей Самойленко | 3.11,08            |

### Женщины
| Дисциплина                          | Золото                                                                                  | Золото             | Серебро                                                                          | Серебро            | Бронза                                                                                   | Бронза             |
| ----------------------------------- | --------------------------------------------------------------------------------------- | ------------------ | -------------------------------------------------------------------------------- | ------------------ | ---------------------------------------------------------------------------------------- | ------------------ |
| 100 м (ветер: −1,4 м/с)             | Наталья Воронова Москва                                                                 | 11,20              | Марина Транденкова Санкт-Петербург                                               | 11,21              | Наталья Анисимова Санкт-Петербург                                                        | 11,28              |
| 200 м (ветер: +0,9 м/с)             | Галина Мальчугина Брянская область                                                      | 22,29              | Анна Кошелева Санкт-Петербург                                                    | 22,74              | Екатерина Лещёва Волгоградская область                                                   | 22,83              |
| 400 м                               | Елена Андреева Свердловская область                                                     | 51,61              | Татьяна Захарова Хабаровский край                                                | 51,92              | Наталья Хрущелёва Свердловская область                                                   | 51,95              |
| 800 м                               | Ирина Саморокова Иркутская область                                                      | 1.59,23            | Любовь Гурина Кировская область                                                  | 1.59,58            | Татьяна Григорьева Курганская область                                                    | 2.00,92            |
| 1500 м                              | Людмила Рогачёва Ставропольский край                                                    | 4.02,40            | Людмила Борисова Санкт-Петербург                                                 | 4.05,66            | Маргарита Марусова Санкт-Петербург                                                       | 4.12,27            |
| 3000 м                              | Ольга Чурбанова Свердловская область                                                    | 8.51,61            | Ольга Бондаренко Волгоградская область                                           | 8.52,33            | Елена Каледина Башкортостан                                                              | 8.56,43            |
| 5000 м                              | Клара Кашапова Санкт-Петербург                                                          | 15.27,55           | Алла Шумакова Курская область                                                    | 16.01,29           | Марина Беляева Нижегородская область                                                     | 16.04,20           |
| 2000 м с препятствиями              | Марина Плужникова Нижегородская область                                                 | 6.21,71            | Светлана Поспелова Иркутская область                                             | 6.25,72            | Людмила Куропаткина Ярославская область                                                  | 6.29,20            |
| 100 м с барьерами (ветер: −0,9 м/с) | Татьяна Решетникова Санкт-Петербург                                                     | 12,78              | Ольга Шишигина Казахстан                                                         | 13,01              | Марина Азябина Удмуртия                                                                  | 13,03              |
| 400 м с барьерами                   | Анна Кнороз Санкт-Петербург                                                             | 54,28              | Ольга Назарова Санкт-Петербург                                                   | 54,89              | Вера Ордина Санкт-Петербург                                                              | 54,92              |
| Прыжок в высоту                     | Елена Топчина Санкт-Петербург                                                           | 1,97 м             | Елена Гуляева Москва                                                             | 1,95 м             | Евгения Жданова Свердловская область                                                     | 1,95 м             |
| Прыжок с шестом                     | Светлана Абрамова Москва                                                                | 3,70 м             | Галина Енваренко Краснодарский край                                              | 3,70 м             | не вручалась                                                                             |                    |
| Прыжок в длину                      | Ирина Мушаилова Краснодарский край                                                      | 7,20 м (+0,7 м/с)  | Светлана Москалец Москва                                                         | 6,77 м (+0,7 м/с)  | Елена Синчукова Москва                                                                   | 6,75 м (+2,8 м/с)  |
| Тройной прыжок                      | Инна Ласовская Москва                                                                   | 14,74 м (+0,6 м/с) | Иоланда Чен Москва                                                               | 14,58 м (+1,3 м/с) | Людмила Дубкова Москва                                                                   | 14,31 м (+1,6 м/с) |
| Толкание ядра                       | Ирина Худорошкина Московская область                                                    | 19,81 м            | Анна Романова Брянская область                                                   | 19,75 м            | Лариса Пелешенко Санкт-Петербург                                                         | 19,14 м            |
| Метание диска                       | Ольга Чернявская Ставропольский край                                                    | 63,20 м            | Валентина Иванова Волгоградская область                                          | 60,32 м            | Наталья Садова Нижегородская область                                                     | 59,72 м            |
| Метание молота                      | Ольга Кузенкова Смоленская область                                                      | 64,40 м            | Алла Фёдорова Москва                                                             | 59,84 м            | Виктория Полянская Санкт-Петербург                                                       | 58,44 м            |
| Метание копья                       | Лада Чернова Самарская область                                                          | 58,16 м            | Екатерина Ивакина Санкт-Петербург                                                | 57,54 м            | Елена Медведева Москва                                                                   | 57,24 м            |
| Эстафета 4×100 м                    | Свердловская область Ирина Четвертных Лариса Долматова Вера Сычугова Наталья Мерзлякова | 45,20              | Санкт-Петербург Наталья Анисимова Светлана Погонец Елена Смелова Марина Серова   | 45,41              | Казахстан · Наталья Гридасова · Светлана Вязова · Наталья Сердюк · Ольга Шишигина        | 45,50              |
| Эстафета 4×400 м                    | Свердловская область Светлана Старкова Светлана Махнёва Наталья Хрущелёва Вера Сычугова | 3.32,65            | Санкт-Петербург Анна Кошелева Елена Знаменская Юлия Тарасенко Екатерина Куликова | 3.36,79            | Сибирь и Дальний Восток Татьяна Захарова Оксана Рыбакова Ольга Бурканова Елена Гончарова | 3.37,32            |

## Открытый чемпионат России по кроссу
Открытый чемпионат России по кроссу состоялся 30 января 1994 года в Кисловодске, Ставропольский край.

### Мужчины
| Дисциплина  | Золото                 | Золото | Серебро                          | Серебро | Бронза                              | Бронза |
| ----------- | ---------------------- | ------ | -------------------------------- | ------- | ----------------------------------- | ------ |
| Кросс 12 км | Фарид Хайруллин Москва | 36.57  | Андрей Кузнецов Хабаровский край | 37.02   | Дмитрий Гришин Владимирская область | 37.11  |

### Женщины
| Дисциплина | Золото                               | Золото | Серебро                           | Серебро | Бронза                              | Бронза |
| ---------- | ------------------------------------ | ------ | --------------------------------- | ------- | ----------------------------------- | ------ |
| Кросс 5 км | Ольга Чурбанова Свердловская область | 16.42  | Елена Копытова Курганская область | 16.43   | Нина Беликова Волгоградская область | 16.44  |

## Открытый зимний чемпионат России по длинным метаниям
Открытый зимний чемпионат России по длинным метаниям 1994 прошёл 18—19 февраля в Адлере.

### Мужчины
| Дисциплина     | Золото                                | Золото  | Серебро                               | Серебро | Бронза                              | Бронза  |
| -------------- | ------------------------------------- | ------- | ------------------------------------- | ------- | ----------------------------------- | ------- |
| Метание диска  | Вячеслав Демаков Челябинская область  | 58,74 м | Александр Боричевский Санкт-Петербург | 58,00 м | Алексей Рыженко Москва              | 55,22 м |
| Метание молота | Александр Селезнёв Смоленская область | 74,32 м | Сергей Гаврилов Москва                | 72,84 м | Сергей Кирмасов Орловская область   | 72,75 м |
| Метание копья  | Георгий Шапкин Воронежская область    | 74,18 м | Алексей Щепин Московская область      | 73,76 м | Сергей Пайгачёв Ярославская область | 67,16 м |

### Женщины
| Дисциплина     | Золото                                  | Золото  | Серебро                              | Серебро | Бронза                                   | Бронза  |
| -------------- | --------------------------------------- | ------- | ------------------------------------ | ------- | ---------------------------------------- | ------- |
| Метание диска  | Валентина Иванова Волгоградская область | 60,76 м | Ольга Чернявская Ставропольский край | 60,68 м | Наталья Садова Нижегородская область     | 57,94 м |
| Метание молота | Ольга Кузенкова Смоленская область      | 63,00 м | Алла Фёдорова Москва                 | 58,58 м | Татьяна Константинова Смоленская область | 56,44 м |
| Метание копья  | Екатерина Ивакина Санкт-Петербург       | 58,04 м | Елена Федотова Воронежская область   | 56,04 м | Татьяна Сударикова Санкт-Петербург       | 56,02 м |

## Открытый чемпионат России по бегу по шоссе
Открытый чемпионат России по бегу по шоссе 1994 состоялся 6 марта в Адлере.

### Мужчины
| Дисциплина | Золото                            | Золото | Серебро                          | Серебро | Бронза                               | Бронза  |
| ---------- | --------------------------------- | ------ | -------------------------------- | ------- | ------------------------------------ | ------- |
| 10 км      | Сергей Федотов Бурятия            | 28.46  | Владимир Афанасьев Чувашия       | 28.50   | Михаил Дасько Санкт-Петербург        | 28.53   |
| 20 км      | Дмитрий Капитонов Санкт-Петербург | 59.54  | Андрей Кузнецов Хабаровский край | 1:00.08 | Сергей Солоницын Челябинская область | 1:00.12 |

### Женщины
| Дисциплина | Золото                      | Золото  | Серебро                        | Серебро | Бронза                               | Бронза  |
| ---------- | --------------------------- | ------- | ------------------------------ | ------- | ------------------------------------ | ------- |
| 5 км       | Наталья Соломинская Бурятия | 15.53   | Клара Кашапова Санкт-Петербург | 15.57   | Марина Беляева Нижегородская область | 16.02   |
| 20 км      | Татьяна Титова Чувашия      | 1:08.51 | Ирина Ягодина Украина          | 1:09.05 | Фирая Султанова Татарстан            | 1:09.37 |

## Чемпионат России по бегу на 100 км
Чемпионат России по бегу на 100 километров прошёл 9 апреля в подмосковном Калининграде. Константин Санталов второй раз подряд выиграл чемпионат страны и вновь, как и годом ранее, с превышением мирового рекорда. Однако оба результата так и не были официально ратифицированы из-за несертифицированных трасс и, как следствие, неточной длины дистанции.

### Мужчины
| Дисциплина | Золото                                 | Золото  | Серебро                             | Серебро | Бронза                              | Бронза  |
| ---------- | -------------------------------------- | ------- | ----------------------------------- | ------- | ----------------------------------- | ------- |
| 100 км     | Константин Санталов Московская область | 6:16.21 | Алексей Волгин Владимирская область | 6:18.49 | Алексей Кононов Саратовская область | 6:22.20 |

### Женщины
| Дисциплина | Золото                            | Золото  | Серебро                           | Серебро | Бронза                                | Бронза  |
| ---------- | --------------------------------- | ------- | --------------------------------- | ------- | ------------------------------------- | ------- |
| 100 км     | Ирина Петрова Саратовская область | 7:22.55 | Елена Бикулова-Маськина Татарстан | 7:38.57 | Лариса Головачёва Саратовская область | 7:47.05 |

## Открытый чемпионат России по марафону и ходьбе на 50 километров
Открытый чемпионат России 1994 года по марафону и ходьбе на 50 км состоялся 23—24 апреля в Калининграде.

### Мужчины
| Дисциплина      | Золото                             | Золото  | Серебро                               | Серебро | Бронза                              | Бронза  |
| --------------- | ---------------------------------- | ------- | ------------------------------------- | ------- | ----------------------------------- | ------- |
| Марафон         | Анатолий Арчаков Калужская область | 2:14.08 | Александр Першин Самарская область    | 2:14.29 | Алексей Белослудцев Удмуртия        | 2:15.45 |
| Ходьба на 50 км | Герман Скурыгин Удмуртия           | 3:48.10 | Андрей Плотников Владимирская область | 3:49.50 | Алексей Воеводин Пензенская область | 3:52.36 |

### Женщины
| Дисциплина | Золото                              | Золото  | Серебро                         | Серебро | Бронза                            | Бронза  |
| ---------- | ----------------------------------- | ------- | ------------------------------- | ------- | --------------------------------- | ------- |
| Марафон    | Лариса Зюзько Новосибирская область | 2:39.31 | Лариса Маликова Санкт-Петербург | 2:45.00 | Ольга Соловьёва Иркутская область | 2:45.25 |

## Открытый чемпионат России по спортивной ходьбе
Открытый чемпионат России по спортивной ходьбе 1994 прошёл 21—22 мая в Ярославле.

### Мужчины
| Дисциплина      | Золото                   | Золото  | Серебро                   | Серебро | Бронза                            | Бронза  |
| --------------- | ------------------------ | ------- | ------------------------- | ------- | --------------------------------- | ------- |
| Ходьба на 20 км | Владимир Андреев Чувашия | 1:21.53 | Валерий Борисов Казахстан | 1:22.06 | Ришат Шафиков Челябинская область | 1:22.14 |

### Женщины
| Дисциплина      | Золото                   | Золото | Серебро                              | Серебро | Бронза                            | Бронза |
| --------------- | ------------------------ | ------ | ------------------------------------ | ------- | --------------------------------- | ------ |
| Ходьба на 10 км | Елена Аршинцева Мордовия | 43.01  | Тамара Коваленко Ярославская область | 43.09   | Юлия Одзиляева Пензенская область | 43.18  |

## Чемпионат России по бегу на 1 милю по шоссе
Чемпионат России по бегу на 1 милю по шоссе прошёл 12 июня в Москве. Забег состоялся в рамках соревнований «Кремлёвская миля».

### Мужчины
| Дисциплина | Золото                | Золото | Серебро                 | Серебро | Бронза                              | Бронза |
| ---------- | --------------------- | ------ | ----------------------- | ------- | ----------------------------------- | ------ |
| 1 миля     | Андрей Логинов Москва | 4.11,5 | Вячеслав Шабунин Москва | 4.12,0  | Андрей Тихонов Свердловская область | 4.13,0 |

### Женщины
| Дисциплина | Золото                             | Золото | Серебро                     | Серебро | Бронза                            | Бронза |
| ---------- | ---------------------------------- | ------ | --------------------------- | ------- | --------------------------------- | ------ |
| 1 миля     | Ирина Саморокова Иркутская область | 4.31,0 | Елена Каледина Башкортостан | 4.32,0  | Н. Бетехтина Свердловская область | 4.35,0 |

## Открытый чемпионат России по многоборьям
Победители открытого чемпионата России по многоборьям определились 16—17 июня во Владимире на стадионе «Торпедо».

### Мужчины
| Дисциплина  | Золото                               | Золото    | Серебро                                | Серебро    | Бронза                           | Бронза     |
| ----------- | ------------------------------------ | --------- | -------------------------------------- | ---------- | -------------------------------- | ---------- |
| Десятиборье | Валерий Белоусов Ставропольский край | 7992 очка | Николай Афанасьев Свердловская область | 7710 очков | Николай Шерин Московская область | 7327 очков |

### Женщины
| Дисциплина | Золото                   | Золото     | Серебро                       | Серебро    | Бронза                     | Бронза     |
| ---------- | ------------------------ | ---------- | ----------------------------- | ---------- | -------------------------- | ---------- |
| Семиборье  | Светлана Москалец Москва | 6598 очков | Ирина Тюхай Красноярский край | 6412 очков | Ирина Вострикова Татарстан | 6379 очков |

## Чемпионат России по бегу на 10 000 метров
Чемпионат России по бегу на 10 000 метров прошёл 18 июня в Воронеже на стадионе «Труд». Забеги состоялись в рамках легкоатлетической программы VIII летних Всероссийских спортивных игр среди молодёжи.

### Мужчины
| Дисциплина | Золото                 | Золото   | Серебро            | Серебро  | Бронза                              | Бронза   |
| ---------- | ---------------------- | -------- | ------------------ | -------- | ----------------------------------- | -------- |
| 10 000 м   | Сергей Федотов Бурятия | 28.50,73 | Юрий Чижов Бурятия | 28.50,94 | Николай Керимов Ульяновская область | 28.51,33 |

### Женщины
| Дисциплина | Золото                               | Золото   | Серебро                 | Серебро  | Бронза                      | Бронза   |
| ---------- | ------------------------------------ | -------- | ----------------------- | -------- | --------------------------- | -------- |
| 10 000 м   | Татьяна Пентукова Ростовская область | 32.19,96 | Альбина Ленталь Бурятия | 33.28,99 | Анастасия Данчинова Бурятия | 33.43,66 |

## Состав сборной России для участия в чемпионате Европы
По итогам чемпионата и с учётом выполнения необходимых нормативов, в состав сборной для участия в чемпионате Европы в Хельсинки вошли:
Мужчины
100 м: Александр Порхомовский, Андрей Григорьев, Виктор Мальчугин.

200 м: Андрей Федорив — имел освобождение от отбора, Олег Фатун.

Эстафета 4х100 м: Александр Порхомовский, Олег Фатун, Андрей Федорив, Андрей Григорьев, Виктор Мальчугин.

400 м: Дмитрий Головастов — имел освобождение от отбора, Дмитрий Косов, Михаил Вдовин.

Эстафета 4х400 м: Дмитрий Головастов, Дмитрий Косов, Михаил Вдовин, Дмитрий Бей.

800 м: Андрей Логинов.

5000 м: Венер Кашаев.

Марафон: Алексей Желонкин, Мухаметхамат Назипов, Эдуард Тухбатуллин, Яков Толстиков, Олег Стрижаков, Сергей Струганов.

3000 м с препятствиями: Владимир Пронин.

400 м с барьерами: Руслан Мащенко.

Прыжок в высоту: Леонид Пумалайнен.

Прыжок с шестом: Игорь Транденков, Денис Петушинский, Радион Гатауллин.

Прыжок в длину: Станислав Тарасенко — имел освобождение от отбора, Дмитрий Багрянов, Андрей Игнатов.

Тройной прыжок: Денис Капустин — имел освобождение от отбора, Василий Соков, Геннадий Марков.

Толкание ядра: Сергей Николаев.

Метание диска: Дмитрий Шевченко — имел освобождение от отбора, Сергей Ляхов.

Метание молота: Василий Сидоренко — имел освобождение от отбора, Игорь Никулин.

Метание копья: Андрей Моруев — имел освобождение от отбора, Юрий Рыбин, Андрей Шевчук.

Ходьба 20 км: Михаил Щенников, Михаил Орлов, Илья Марков.

Ходьба 50 км: Валерий Спицын, Герман Скурыгин, Андрей Плотников.
Женщины
100 м: Ирина Привалова — имела освобождение от отбора, Марина Транденкова, Наталья Анисимова.

200 м: Ирина Привалова — имела освобождение от отбора, Галина Мальчугина, Екатерина Лещёва.

Эстафета 4х100 м: Ирина Привалова, Галина Мальчугина, Марина Транденкова, Наталья Анисимова, Екатерина Лещёва.

400 м: Светлана Гончаренко — имела освобождение от отбора, Елена Андреева, Татьяна Захарова.

Эстафета 4х400 м: Светлана Гончаренко, Елена Андреева, Татьяна Захарова, Наталья Хрущелёва, Елена Голешева.

800 м: Людмила Рогачёва — имела освобождение от отбора, Ирина Саморокова, Любовь Гурина.

1500 м: Екатерина Подкопаева, Любовь Кремлёва — имели освобождение от отбора, Людмила Рогачёва.

3000 м: Людмила Борисова — имела освобождение от отбора, Ольга Чурбанова, Елена Каледина.

10 000 м: Клара Кашапова, Татьяна Пентукова.

Марафон: Рамиля Бурангулова, Фирая Султанова, Татьяна Золотарёва, Ольга Мичурина, Вера Сухова, Лариса Зюзько.

100 м с барьерами: Юлия Граудынь — имела освобождение от отбора, Татьяна Решетникова, Марина Азябина.

400 м с барьерами: Анна Кнороз, Ольга Назарова, Вера Ордина.

Прыжок в высоту: Елена Топчина, Елена Гуляева, Евгения Жданова.

Прыжок в длину: Ольга Рублёва — имела освобождение от отбора, Ирина Мушаилова, Людмила Галкина.

Тройной прыжок: Анна Бирюкова — имела освобождение от отбора, Инна Ласовская, Иоланда Чен.

Толкание ядра: Анна Романова, Лариса Пелешенко.

Метание диска: Ольга Чернявская, Наталья Садова.

Метание копья: Екатерина Ивакина.

Семиборье: Лариса Турчинская — имела освобождение от отбора, Светлана Москалец, Ирина Тюхай.

Ходьба 10 км: Елена Николаева, Лариса Рамазанова, Елена Аршинцева.